# Noo Phước Thịnh
Nguyễn Phước Thịnh (sinh ngày 18 tháng 12 năm 1988), thường được biết đến với nghệ danh Noo Phước Thịnh, là một nam ca sĩ, vũ công kiêm diễn viên người Việt Nam. Anh được đánh giá là một trong những nghệ sĩ âm nhạc Việt Nam xuất sắc nhất trong thế hệ của mình.

## Nghệ danh
Tên đầy đủ của Noo Phước Thịnh là Nguyễn Phước Thịnh. Anh giải thích rằng do anh sinh vào ngày 18 tháng 12, sát với dịp Noel nên gia đình anh lấy luôn chữ Noel làm tên gọi ở nhà. Tuy nhiên, chữ Noel hơi khó đọc đối với một số người lớn tuổi trong nhà, nên mọi người chuyển sang gọi Nô. Rồi khi gia đình anh lại thấy chữ Nô mang tính "phủ định" quá, nên quyết định thêm một chữ O nữa thành Noo.

## Sự nghiệp âm nhạc

### 2008-2010: Bắt đầu sự nghiệp
Noo học cấp 3 tại trường THPT Hoàng Hoa Thám, quận Bình Thạnh. Sau khi lên Đại học, anh trở thành người mẫu ảnh và tham gia đóng phim như Kính vạn hoa và một vài phim khác với vai phụ trước khi bắt đầu ước mơ âm nhạc của mình.
Thịnh bắt đầu sự nghiệp của mình kể từ khi là sinh viên của Trường đại học Hutech Thành phố HCM, khoa Quản trị Kinh doanh. Anh cũng được cho là có quan hệ "thân thiết" với ca sĩ Đông Nhi trong những buổi biểu diễn và trước đó là ca sĩ Thủy Tiên khi cô được cho là cặp với Noo Phước Thịnh để thực hiện nhiều kế hoạch chung.
Trước khi trở thành ca sĩ, anh được biết đến với vai trò người mẫu ảnh của các tạp chí tuổi teen những năm 2007-2008 và làm thí sinh cuộc thi "Ngôi sao thời trang 2008" cùng với Jun Phạm, Tường Vi, Sam (đoạt giải),.... Khả năng âm nhạc của anh vô tình được phát hiện bởi ca sĩ Thủy Tiên và sau đó, anh đã cộng tác với cô khi bước vào sự nghiệp ca hát.
Anh đã cùng Đông Nhi trở thành một cặp đôi ăn ý trong phiên bản song ca của ca khúc "Nếu" ra mắt khán giả lần đầu tiên trong chương trình Thế giới V-Pop tháng 8 năm 2009, đêm song ca với chủ đề Friend’s Night, mặc dù vậy trong chương trình này cả hai đã tạo nên một màn trình diễn ấn tượng trong đêm nhạc.
Tiếp đến trong Liveshow "Nhịp trẻ" là một đêm diễn hội tụ hầu như đầy đủ những gương mặt ca sĩ trẻ đang được khán giả teen rất mến mộ như Thu Thủy, Đông Nhi, Wanbi Tuấn Anh, Bảo Thy, Ngô Kiến Huy, Phạm Huy Du, Thủy Tiên... Noo Phước Thịnh và Thu Thủy đã tỏa sáng trong đêm nhạc này bởi giọng ca "sống" đầy strain cùng với một quảng giọng hẹp không có support và chứa đầy sự throaty đi kèm sự táo bạo trên sân khấu dù chấn thương trước đó của anh chưa lành hẳn, anh chàng "100% yêu em" và cô ca sĩ "Kẹo ngọt" đã thực sự làm khuấy động khán giả.
Bằng khả năng của mình, với chất giọng lạ có chút trầm ấm, cách trình diễn nhiều cảm xúc trong các bài hát trẻ trung, dễ nghe anh đã gây ngạc nhiên cho khán giả và chỉ trong vòng hơn 6 tháng kể từ khi bước chân vào làng âm nhạc, cái tên Noo Phước Thịnh đã dần khẳng định được dấu ấn trong lòng các khán giả trẻ. Nhưng việc trau chuốt có phần dịu dàng vẻ bề ngoài tạo nhiều nghi vấn cho anh về giới tính, điều này khiến anh phải phân trần với báo chí về giới tính của mình.
Album đầu tay của Noo Phước Thịnh mang cái tên đơn giản Ba chấm (…), với mười bài hát trong Ba chấm tổng hợp nhiều thể loại âm nhạc, pop ("Ký ức", "Như một thói quen"…), rock, R&B ("Lặng thầm", "Giấc mơ thiên đường"…) với những giai điệu buồn, lãng mạn về tình yêu, về những trải nghiệm của lứa tuổi đang đứng trước ngưỡng cửa trưởng thành. Nữ ca sĩ Thủy Tiên cũng góp giọng trong album với "Quay về đi", ca khúc từng là nhạc phim của Ngôi nhà hạnh phúc. Ngoài phần âm nhạc, album còn tặng kèm 2 video clip, trong đó Noo Phước Thịnh cùng với bạn diễn Mina thể hiện câu chuyện tình lãng mạn và gợi cảm.
Anh cho ra đời ca khúc "Mất em". Ở ca khúc này, anh trình bày xuất sắc nên lập tức nó trở thành ca khúc hit đầu tiên của Thịnh trên mạng, và cũng từ đó đánh dấu một chặng đường mới của Noo Phước Thịnh.
Theo thông tin của ông Tuấn Khanh thì album đầu tay của Noo Phước Thịnh đã hoàn thành và phát hành vào tháng 12 năm 2009. Album này gồm có 8 ca khúc mới tinh và 1 ca khúc đã rất thành công của ca sĩ này.
Chiến lược của công ty và cả Noo Phước Thịnh là kết hợp song song giữa việc phát hành những sản phẩm chất lượng và chạy show để tiếp cận càng nhiều khán giả càng tốt. Anh đã quyết định chỉ phát hành một album và một đĩa đơn trong một năm, đổi lại chất lượng của album phải thật sự có giá trị, phải thật sự nổi tiếng.
phim đã tham gia
Truyền hình
2008: Kính vạn hoa 3 - tầng ghẻ
2010:  Những giấc mơ hồng -  Minh bóng
2010: Công chúa teen và ngũ hổ tướng - Bạn trai nhi 
Cuối năm 2010, anh cho ra đĩa đơn đầu tiên với tên gọi "Đổi Thay", ca khúc được viết bởi nhạc sĩ Nguyễn Hoàng Duy.

### 2011-2012:Lạc Bước Trong ĐêmvàEm (The Mini Album)
Ngày 28 tháng 4 năm 2011 Noo Phước Thịnh đã trải qua bước ngoặt trên con đường ca hát của mình khi tổ chức liveshow đầu tiên chủ đề My Dream tại sân khấu Cầu Vồng - 126 Cách mạng Tháng Tám, Q.10.
Ngày 29 tháng 4 năm 2011 Noo Phước Thịnh cho ra mắt đĩa đơn thứ hai mang tên "Nỗi Nhớ Đầy Vơi", song ca với nữ ca sĩ Hồ Ngọc Hà. Đĩa đơn có tặng kèm thêm hai ca khúc "Chỉ là giấc mơ" (Noo Phước Thịnh) và "Chỉ là" (Hồ Ngọc Hà).
Sau gần hai năm thực hiện, album phòng thu thứ hai của anh, Lạc bước trong đêm, được phát hành kỹ thuật số vào ngày 1 tháng 11 năm 2011. Một buổi họp báo giới thiệu album đã được diễn ra vào ngày 21 tháng 11 năm 2011. Lạc bước trong đêm gồm chín ca khúc. Ngoài các nhạc sĩ đã cộng tác ăn ý trước đây như Nguyễn Hoàng Duy, Nguyễn Đình Vũ… thì lần này, Noo Phước Thịnh còn bắt tay hợp tác với nhiều nhạc sĩ đình đám mà có thể kể đến là, Nguyễn Hồng Thuận, Lưu Thiên Hương, Võ Mạnh Hiền… Tất cả những ca khúc trong album là sự pha trộn khéo léo giữa pop ballad, R&B và dance. Tặng kèm theo album chín ca khúc là DVD với ba video âm nhạc được thực hiện công phu. Ngoài "Phôi phai" đã được tung lên mạng và nhận được sự hưởng ứng mạnh mẽ từ khán giả, thì hai video còn lại là "Lạc bước trong đêm" và "Chỉ mình anh đau", lại mang hai màu sắc hoàn toàn khác nhau. Trong đó, ca khúc "Lạc bước trong đêm" thuộc dòng nhạc ballad sở trường đã được thực hiện video vô cùng công phu với bối cảnh là một khu rừng hoành tráng. Còn "Chỉ mình anh đau" thuộc thể loại nhạc dance, là lần đầu tiên Noo Phước Thịnh quay video nhảy cùng vũ đoàn.

### 2013
Năm 2013, Noo ra mắt MV Chờ ngày mưa tan cùng với rapper Tonny Việt. Trong đó, phân nửa MV được quay tại Hàn Quốc. Bài hát cũng nhanh chóng trở thành hit, thống trị các bảng xếp hạng thời điểm đó. Tháng 9, anh ra mắt single Đừng nhìn lại theo hơi hướng nhạc Dance, đánh dấu sự thay đổi về phong cách âm nhạc của Noo.

### 2014
Năm 2014,Noo Phước Thịnh cho ra mắt sản phẩm "Mãi mãi bên nhau" quay ở Ōsaka, Nhật Bản (tính tới nay Mv đã có hơn 46 triệu views)

### 2015
Tháng 8 năm 2015, Noo Phước Thịnh ra mắt phim ca nhạc Chuyện tình Maldives hợp tác cùng Thủy Tiên được quay tại Maldives.
Ngày 17 tháng 12 năm 2015, Anh tiếp tục cho ra "lò" sản phẩm âm nhạc mang tên "Really Love You" được quay ở Kanazawa Nhật Bản.

### 2016
Ngày 27 tháng 4 năm 2016, Noo Phước Thịnh một lần nữa hợp tác cùng nhạc sĩ Đỗ Hiếu cho ra ca khúc "Cause I Love You" (Đến nay MV đã có hơn 100 triệu views)
Năm 2016, Noo Phước Thịnh tham gia The Remix (Hòa âm ánh sáng) mùa 2 và trở thành quán quân. Cũng trong năm đó, anh làm huấn luyện viên cho Giọng hát Việt nhí (mùa 4).
Ngày 4 tháng 10 năm 2016, Một lần nữa nam ca sĩ này lại dành tặng khán giả một sản phẩm âm nhạc được Anh thực hiện tại Kyushu, Nhật Bản _ "Như Phút Ban Đầu"
Ngày 9 tháng 10, Noo Phước Thịnh đại diện cho Việt Nam, sau 7 năm, tham dự Asia Song Festival được tổ chức ở Hàn Quốc. Tại đây, anh trình diễn 2 bài hát là hit cũ Gạt đi nước mắt với bản phối mới và bài hát mới I don't believe in you với rapper Basik (Hàn Quốc).
Ngày 12 tháng 11, Noo tổ chức liveshow (Funring Day) kỷ niệm 8 năm ca hát tại Sân vận động Quân khu 7 với hơn 35.000 khán giả.
Ngày 2 tháng 12, anh lại vinh dự được nhận giải "Best Asian Artist Vietnam" (Nghệ sĩ Việt Nam xuất sắc châu Á) do Mnet Asian Music Awards là giải thưởng âm nhạc thường niên của Hàn Quốc trao tặng.

### 2017
Năm 2017, Noo tiếp tục làm Huấn luyện Viên (HLV) cho Giọng hát Việt (mùa 4) cùng với Đông Nhi, Thu Minh và Tóc Tiên (ca sĩ).
Ngày 9 tháng 6 năm 2017, liên tiếp trong 3 năm, anh phát hành 3 sản phẩm Mãi mãi bên nhau (2014) quay ở Ōsaka, Really Love You (2015) ở Kanazawa và Như phút ban đầu (2016) ở Kyushu và Noo Phước Thịnh được bổ nhiệm làm "Đại sứ thiện chí du lịch Nhật Bản".
Tháng 9 năm 2017, Noo cho ra mắt ca khúc Chạm Khẽ Tim Anh Một Chút Thôi. Và chỉ sau hơn 1 tháng ca khúc này đã có hơn 100,000,000 lượt nghe trên mp3.
Ngày 12 tháng 10 năm 2017, Noo tổ chức Fan meeting cùng Noo chào đón single "Chạm Khẽ Tim Anh Một Chút Thôi" với sự tham gia diễn xuất của Jun Vũ. Và Mv này sau khi ra mắt khán giả chưa được 24h đồng hồ đã trở thành Mv triệu view.
Ngày 30 tháng 11 năm 2017, Noo tổ chức Liveshow tri ân người hâm mộ Hà Nội và miền Bắc tại Sân vận động Đại học Hà Nội với hơn 20.000 khán giả tham dự.

### 2018
Ngày 1 tháng 1 năm 2018, Noo ra mắt MV Around The World quay ở vùng Chūbu và Hokkaidō, đặc biệt là quy tụ 200 diễn viên quần chúng làm mọi ngành nghề ở Nhật Bản.
Ngày 18 tháng 1 năm 2018, Noo vinh dự nhận được giải "NAM CA SĨ NHẠC NHẸ CỦA NĂM" và "TOP 10 NGHỆ SĨ CỦA NĂM" tại lễ trao giải Mai Vàng 2017.
Ngày 19 tháng 1 năm 2018, Noo được nhận giải thưởng "Best Male Artist" tại lễ trao giải VLive Awards 2017.
Ngày 23 tháng 3 năm 2018, Noo Phước Thịnh trở thành ca sĩ đầu tiên của Việt Nam tham dự Hong Kong Asian - Pop Music Festival được tổ chức tại Hồng-Kông, Trung Quốc.
Ngày 20 tháng 5 năm 2018, Noo Phước Thịnh tiếp tục làm Huấn luyện Viên (HLV) Giọng Hát Việt mùa 5 cùng với Tóc Tiên, Thu Phương và Lam Trường. Ngày 2/9/2018 Trần Ngọc Ánh thí sinh trong team Noo Phước Thịnh đã xuất sắc đăng quang ngôi vị Quán quân Giọng Hát Việt 2018. Đồng thời 2 Á Quân Trần Gia Nghi và Nguyễn Minh Ngọc cũng thuộc team Noo Phước Thịnh.
Ngày 19 tháng 10 năm 2018, Noo Phước Thịnh cho ra mắt MV ''Những kẻ mộng mơ'' với bạn diễn là nữ thực tập sinh người Hàn Quốc Young Ju. Toàn bộ cảnh quay được ghi tại JeJu, Hàn Quốc. Ngay lập tức, MV được sự hưởng ứng của rất đông khán giả bởi sự thay đổi về ngoại hình, phong cách âm nhạc cũng như lối diễn xuất của Noo.
Ngày 18 tháng 12 năm 2018, Noo Phước Thịnh ra mắt MV ''Thương em là điều anh không thể ngờ'' với những cảnh quay như phim điện ảnh dài hơn 10 phút. Song song với đó, Noo cũng tổ chức 2 showcase ở Hà Nội và Thành phố Hồ Chí Minh để kỷ niệm sinh nhật lần thứ 30 của mình.

### 2019: Cột mốc 10 năm sự nghiệp âm nhạc
Ngày 13 tháng 11 năm 2019, Noo Phước Thịnh ra mắt MV I'm Still Loving You, sau đó trình diễn ca khúc lần đầu tại 2 sân khấu lớn của Hàn Quốc là Sân vận động Gocheok Skydome (16/11) và Sân vận động Changwon Veledrome, Busan (24/11 - trong sự kiện thuộc khuôn khổ "Hội nghị thượng đỉnh đặc biệt Hàn Quốc - Asean Fantasia 2019")

## Danh sách đĩa nhạc

### Album phòng thu
- ...[11] (Vol 1 - Ba chấm)[12] (2009)
- Lạc bước trong đêm (Vol 2) (2011)
- Chạm Khẽ Tim Anh Một Chút Thôi (bản giới hạn 2018)

### Đĩa mở rộng
- Tình như Chocopie (với Hiền Thục)
- Em (The Mini Album) (2012)
- Gạt đi nước mắt (2014)
- Chuyện tình Maldives (Love in Maldives) (với Thủy Tiên) (2015)
- I Don't Believe in You (với Basik) (2016)

### Đĩa đơn
- "Mất em"
- "Stand by Me"
- "Nếu" (với Đông Nhi)
- "Đổi thay"
- "Merino Icecream Land" (với Đông Nhi)
- "Nỗi nhớ đầy vơi" (với Hồ Ngọc Hà)
- "Xin lỗi em"
- Tìm em trong ký ức"
- "Chờ ngày mưa tan" (với Tonny Việt)
- "Đừng nhìn lại"
- "Chôn giấu giấc mơ"
- Mãi mãi bên nhau
- Chuyện tình Maldives (với Thủy Tiên)
- Em đi tìm anh (với Hồ Ngọc Hà)
- Really Love You
- Như Vậy Mãi Thôi
- Cause I Love You
- Lặng im
- Như Phút Ban Đầu
- I Don't Believe in You (với Basik)
- Xuân hạ thu đông
- Phía sau thiên đường
- Vị quê nhà (với Lou Hoàng)
- Thương mấy cũng là người dưng
- Mình anh
- Chạm khẽ tim anh một chút thôi
- Tết của mẹ
- Đến với nhau là sai
- Những kẻ mộng mơ
- Thương em là điều anh không thể ngờ
- I'm Still Loving You
- Em đã thương người ta hơn anh

### Trình diễn trên Gala Nhạc Việt
| STT | Tiết mục                                       | Thể hiện với        | Chương trình      | Năm  |
| --- | ---------------------------------------------- | ------------------- | ----------------- | ---- |
| 1   | Xuân Ca (Nguyễn Ngọc Thiện)                    | solo                | Gala Nhạc Việt 1  | 2013 |
| 2   | Hạnh Phúc Nơi Nào (Nguyễn Hoàng Duy)           | Ái Phương           | Gala Nhạc Việt 4  | 2014 |
| 3   | Dấu Yêu Một Thời (Mạnh Quân)                   | solo                | Gala Nhạc Việt 4  | 2014 |
| 4   | Hold Me Tonight (Đỗ Hiếu)                      | solo                | Gala Nhạc Việt 6  | 2015 |
| 5   | Những ngày Xuân rực rỡ (Châu Đăng Khoa)        | solo                | Gala Nhạc Việt 7  | 2016 |
| 6   | Như Phút Ban Đầu (Đỗ Hiếu)                     | solo                | Gala Nhạc Việt 8  | 2016 |
| 7   | Chúc Tết Mọi Nhà (Châu Đăng Khoa)              | Hồ Ngọc Hà, Pinkids | Gala Nhạc Việt 9  | 2017 |
| 8   | Hạnh Phúc Xuân Ngời (Nguyễn Văn Chung)         | solo                | Gala Nhạc Việt 9  | 2017 |
| 9   | Chạm Khẽ Tim Anh Một Chút Thôi (Tăng Nhật Tuệ) | solo                | Gala Nhạc Việt 10 | 2017 |
| 10  | Around The World (Châu Đăng Khoa)              | solo                | Gala Nhạc Việt 11 | 2018 |
| 11  | Đến Với Nhau Là Sai (Đỗ Hiếu)                  | solo                | Gala Nhạc Việt 12 | 2018 |
| 12  | Phút Giây Gần Kề (Huy Inox)                    | solo                | Gala Nhạc Việt 13 | 2019 |
| 13  | Năm Qua Đã Làm Gì (Bùi Công Nam)               | solo                | Gala Nhạc Việt 14 | 2020 |

| Năm  | Ca khúc |
| ---- | --- |
| 2009 | - Gió - Mất Em (có MV) - Anh Nhớ Em - Giấc Mơ (lời Việt của bài hát Your Reflection (OST Dr. Kkang)) - Nếu - Ra Đi - Phép Màu Tình Yêu (với Khởi My) - Kỷ Niệm Còn Không (với Tâm Tít) - Năm Học Cuối - 100% Yêu Em - Nếu (với Đông Nhi) - Stand By Me (Gần Bên Anh) (có MV) - Khúc Hát Yêu Đời - Chỉ Còn Là Kỷ Niệm - Tìm Đâu Ký Ức Phôi Phai - Bụi Phấn (với Khổng Tú Quỳnh,Nam Cường) - Quay Về Đi (với Thủy Tiên) (có MV) - Yêu Là Đau |
| 2010 | - Khúc Giao Mùa (với Hòa Mi) - Lặng Thầm (có MV) - Biệt Ly (có MV) - Quên (có MV) - Ký Ức - Đến Suốt Kiếp Vẫn Chờ - Như Một Thói Quen - Như Khúc Tình Ca - Đổi Thay (có MV) - Hạnh Phúc Thoáng Qua (có MV) - Too Late - Yêu Làm Chi (với Thủy Tiên) - Nơi Thời Gian Ngừng Lại (với Cao Thùy Dương) - Khi Tình Yêu Phai Màu (với Hòa Mi) (có MV) - Nếu (Remix Version) - Em Về Tinh Khôi (Live version với Thu Thủy) - Giấc Mơ Màu Xanh (với Ngô Kiến Huy,Wanbi Tuấn Anh) - Yêu Thương Đánh Mất - Hoài Niệm |
| 2011 | - Lắng Nghe Mùa Xuân Về (với Thủy Tiên) - Merino Ice Cream Land (với Đông Nhi) - Bài Tango Xa Rồi - Liên khúc: Xe Đạp,Xích Lô,Taxi - Phượng Hồng (với Lê Khánh) - Nỗi Nhớ Đầy Vơi (với Hồ Ngọc Hà - có MV) - Nỗi Nhớ Đầy Vơi (Ballad Version) - Chỉ Là Giấc Mơ - Chỉ Là Giấc Mơ (Dance Version) - Phôi Phai - Lạc Bước Trong Đêm (có MV) - Đã Bao Lần Anh Khóc - Đừng Bận Tâm Anh - Ghen - Chỉ Mình Anh Đau (có MV) - Còn Mãi Trong Anh - Liên khúc: Rain Over Me,I Wanna Go (với Minh Hằng) |
| 2012 | - Tình Như Chocopie - Hạnh Phúc Thoáng Qua (Remix Version) - Thì Thầm Mùa Xuân (Live Version) - Vui Ngày Mới (với Phương Vy) - Bạn Thân Tôi (với Ngô Kiến Huy) - Tìm Em Từ Rất Lâu (với Đan Trường) - Lỡ Hẹn (với Đan Trường) - Xin Lỗi Em - Xa Em (có MV) - Ước Mơ Tôi (có video quảng cáo Thiên Trà) - Tìm Em (có MV) - Chợt Thấy Em Khóc (có MV) - Níu Kéo (có MV) - Ký Ức Xa Xôi - Vì Quá Yêu Em - Tìm Em Trong Ký Ức - Tìm Em Trong Ký Ức (Acoustic Version) - Vắng Em |
| 2013 | - Xuân Ca - Chờ Ngày Mưa Tan (có MV) - Anh Cần - Anh Sẽ Quên - Không Hối Tiếc (Get Away From Me) - Em Sẽ Hạnh Phúc (có MV) - Đừng Nhìn Lại (Just Wanna Say Goodbye) (có MV) - Liên khúc: Vắng Em,Không Hối Tiếc,Anh Sẽ Quên (Remix Version) - Sài Gòn Giáng Sinh |
| 2014 | - Hạnh Phúc Xuân Ngời - Phút Giây Gần Kề - Đại Náo Thiên Cung - Liên khúc Biệt Ly,Quên,Quay Về Đi - Tự Tin Nói Lời Yêu Thương (Tôi Tỏa Sáng tháng 3/2014 Version với Minh Hằng) - Tôi Tỏa Sáng (Tôi Tỏa Sáng tháng 3/2014 Version với Minh Hằng) - Chôn Giấu Giấc Mơ (có MV) - Dấu Yêu Một Thời - Một Thoáng Hương Tình - Hạnh Phúc Nơi Nào (với Ái Phương) - Việt Nam Ơi (Live Version) - Mong Ước Kỷ Niệm Xưa - Gạt Đi Nước Mắt (với Tonny Việt) (có MV) - Gạt Đi Nước Mắt (Ballad version) - Mãi Mãi Bên Nhau (có MV) |
| 2015 | - Giai Điệu Mùa Xuân (có MV) - Mừng Tuổi Mẹ Cha - Cho Em (Tôi Tỏa Sáng tháng 1/2015 với Phương Vy) - Dấu Vết (Tôi Tỏa Sáng tháng 1/2015 Version) - Mashup Gạt Đi Nước Mắt,Bad Boy (với Đông Nhi) - Thành Phố Tình Yêu Và Nỗi Nhớ - Tự Nguyện (với Đức Tuấn) - Em Đi Tìm Anh (với Hồ Ngọc Hà) (có MV) - What Make You Beautiful? - Liên khúc: Xin Chào Việt Nam,Hãy Đến Với Con người Việt Nam Tôi - Giá Như - Hold Me Tonight (có MV) - Giã Từ Trong Cơn Mưa (có MV) - Xin Đừng Buông Tay (với Thủy Tiên) (có MV) - Xa Em (Remix Version) - M Tuyệt Vời (với Tóc Tiên,Karik) (có MV) - Really Love You (có MV) |
| 2016 | - Really Love You (Remix Version) - Hold Me Tonight (Zing Music Award 2015 Version) - Nàng Xuân - Những ngày Xuân rực rỡ - Gạt Đi Nước Mắt (The Remix 2016 version) - Lặng Thầm (The Remix 2016 version) - Lost - Trống Vắng (với Phương Thanh) - Dù Cho Ta Già - Tình Ca - Bến Cảng Quê Hương Tôi - Liên khúc Qua Cầu Gió Bay,Bà Rằng Bà Rí (với bé Nhã Thy) - Như Vậy Mãi Thôi (có MV) - Lặng Im - Liên khúc Tình Yêu Màu Nắng,Những ngày Xuân rực rỡ - Cảm xúc - Cause I Love You (có MV) - Ready Eat Go - Tôi Là Một Ngôi Sao - Khát Vọng Vươn Lên (có MV) - Wanna Stay In Love - Yes I Love You - Nhà Là Nơi (với Văn Mai Hương) - Ba Kể Con Nghe (Live Version với Team Noo The Voice Kids 2016) - Màu Xanh (với Team Noo The Voice Kids 2016) - Gạt Đi Nước Mắt (Asia Song Festival 2016 Version) - I Don't Believe In You (với rapper Basick) - Như Phút Ban Đầu (có MV) - Liên khúc: Cặp Ba Lá,Chuồn Chuồn Ớt (với bé Mai Anh The Voice Kids 2016) - Vầng Trăng Đêm Trôi (với Minh Tuyết) - Mất Em (Remix version) - Liên khúc: Không Hối Tiếc,Yes I Love You (Remix version) - Liên khúc: Đừng Nhìn Lại,Vắng Em (Remix Version) - Mình Thích Thì Mình Yêu Thôi (với Hồ Ngọc Hà) |
| 2017 | - Phía Sau Thiên Đường - Xuân Hạ Thu Đông - Tết Của Mẹ - Chúc Tết Mọi Nhà (với Hồ Ngọc Hà) - Thương Mấy Cũng Là Người Dưng - Tình Đơn Phương (Remix) - Tự Nguyện (Live Version) - Mình Thích Thì Mình Yêu Thôi (Remix Version) - Mình Anh - Dream Team (với Top 6 The Voice 2017) - Vị Quê Nhà (với Lou Hoàng) (có MV) - Kết Nối Miền Trung - Chạm Khẽ Tim Anh Một Chút Thôi (có MV) - I Don't Believe In You (Remix Version) - Mãi Mãi Bên Nhau (Remix Version) - Hold Me Tonight (Remix Version) - Liên khúc: Hạnh Phúc Thoáng Qua,Quên (Remix Version) |
| 2018 | - Anh Cho Em Mùa Xuân - Around The World - Đến Với Nhau Là Sai - Đến Với Nhau Là Sai (Acoustic Version) - Thương Mấy Cũng Là Người Dưng (Remix Version) - Liên khúc: Mưa Phi Trường,Chợt Thấy Em Khóc (với Lam Trường) - Những Kẻ Mộng Mơ (có MV) - Đến Với Nhau Là Sai (Remix Version) - Thương Em Là Điều Anh Không Thể Ngờ (có MV) |
| 2019 | - Gọi Tên Mùa Xuân - Nỗi Nhớ Đầy Vơi (Remix Version) - I'm Still Loving You (có MV) - Xin Đừng Buông Tay |
| 2020 | - Năm Qua Đã Làm Gì - Em Đã Thương Người Ta Hơn Anh (với Vương Anh Tú) (có MV) - Yêu Một Người Sao Buồn Đến Thế (có MV) |
| 2022 | - Mất Cả Thế Giới (có MV) - I'm Still Loving You (Remix Version) - Mashup Gạt Đi Nước Mắt & Cause I Love You (Remix Version) - Queen Of The Night - Định Mệnh |
| 2023 | - Thương Em Là Điều Anh Không Thể Ngờ (Remix Version) |
| 2024 | - Đùa anh đau đấy |

## Phim ảnh
| Năm  | Phim                                    | Thể loại         | Vai diễn              |
| ---- | --------------------------------------- | ---------------- | --------------------- |
| 2008 | Kính Vạn Hoa(Phần 3)                    | Phim truyền hình | Tần                   |
| 2008 | Những Giấc Mơ Hồng                      | Phim truyền hình | Minh Bóng             |
| 2010 | Công Chúa Teen Và Ngũ Hổ Tướng          | Phim điện ảnh    | Bạn trai mới của Nhi  |
| 2015 | Chuyện tình Maldives (Love in Maldives) | Phim ngắn        | Hoàng                 |
| 2016 | Gửi người yêu cũ                        | Phim ngắn        | Ca sĩ Noo Phước Thịnh |
| 2016 | Momfie - Trời ơi mẹ tôi cũng selfie     | Phim ngắn        | Cu Trắng              |

## Chương trình truyền hình
| Năm  | Chương trình                             | Vai trò              | Ghi chú   |
| ---- | ---------------------------------------- | -------------------- | --------- |
| 2014 | Tôi Là Người Chiến Thắng - The Winner Is | Ban giám khảo        |           |
| 2015 | Chim Xanh                                | Ban giám khảo        |           |
| 2015 | Thử Thách Cùng Bước Nhảy                 | Giám khảo khách mời  |           |
| 2015 | Học Viện Ngôi Sao                        | Ban giám khảo        |           |
| 2016 | The Remix (Hòa âm ánh sáng)              | Thí sinh             | Quán quân |
| 2016 | Người Bí Ẩn                              | Người chơi khách mời |           |
| 2016 | Bước Nhảy Ngàn Cân                       | Giám khảo khách mời  |           |
| 2016 | Bạn Có Thực Tài                          | Giám khảo khách mời  |           |
| 2016 | Giọng Hát Việt Nhí Mùa 4                 | Huấn luyện viên      |           |
| 2016 | Tuyệt Đỉnh Song Ca                       | Huấn luyện viên      |           |
| 2017 | Việt Nam tươi đẹp                        | Host khách mời       |           |
| 2017 | Giọng Hát Việt Mùa 4                     | Huấn luyện viên      |           |
| 2017 | Sing My Song - Bài hát hay nhất          | Giám khảo khách mời  |           |
| 2018 | Giọng Hát Việt mùa 5                     | Huấn luyện viên      |           |
| 2021 | Sàn Đấu Vũ Đạo                           | Ban giám khảo        |           |
| 2021 | Siêu Tài Năng Nhí                        | Giám khảo khách mời  |           |
| 2022 | Ca Sĩ Mặt Nạ – The Masked Singer Vietnam | Giám khảo khách mời  |           |
| 2024 | Anh Trai Vượt Ngàn Trông Gai             | Ca sĩ khách mời      |           |
| 2025 | Xuân Hạ Thu Đông Rồi Lại Xuân            | Ca sĩ                |           |

## Giải thưởng
Xem chi tiết: Danh sách giải thưởng và đề cử của Noo Phước Thịnh